# Бридель, Самюэль Элизе де
Самюэ́ль Элизе́ де Бриде́ль (фр. Samuel Elisée de Bridel; 1761—1828) — швейцарский бриолог, длительное время живший в Готе.

## Биография
Родился в коммуне Красье в швейцарском кантоне Во 28 ноября 1761 года в семье священника. Учился в Лозаннском университете, по его окончании был вызван в Готу, где стал учителем принцев Августа и Фридриха Саксен-Гота-Альтенбургских.
Впоследствии Бридель работал личным секретарём и библиотекарем наследного принца, примерно с этого времени начав интересоваться изучением флоры мхов. В 1807 году посетил Берлин, Париж, Рим.
Наиболее известная работа Бриделя, Bryologia universa, была издана в 1826—1827 годах в Лейпциге.
Скончался в Готе 7 января 1828 года. Гербарий мхов был приобретён в 1829 году Берлинским ботаническим музеем. Гербарий цветковых растений в 1829 году приобретён Хельсинкским университетом.

## Некоторые научные работы
- Bridel, S. E. Muscologia rescentiorum. — Gotha, Paris, 1797—1819. — 4 vols.
- Bridel, S. E. Bryologia universa. — Leipzig, 1826—1827. — 2 vols.

## Роды растений, названные в честь С. Бриделя
- Bridelia Willd., 1806, nom. cons. — Бриделия